# Brühlsche Galerie

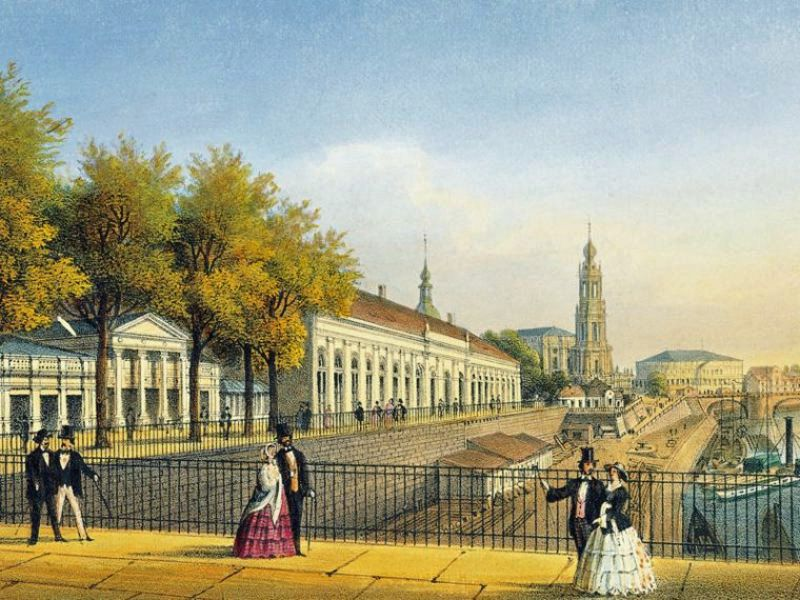
Brühlsche Galerie in den 1850er Jahren (nicht vor 1852)

Terrassenufer mit der Brühlsche Galerie und Hofkirche (1870er Jahre)

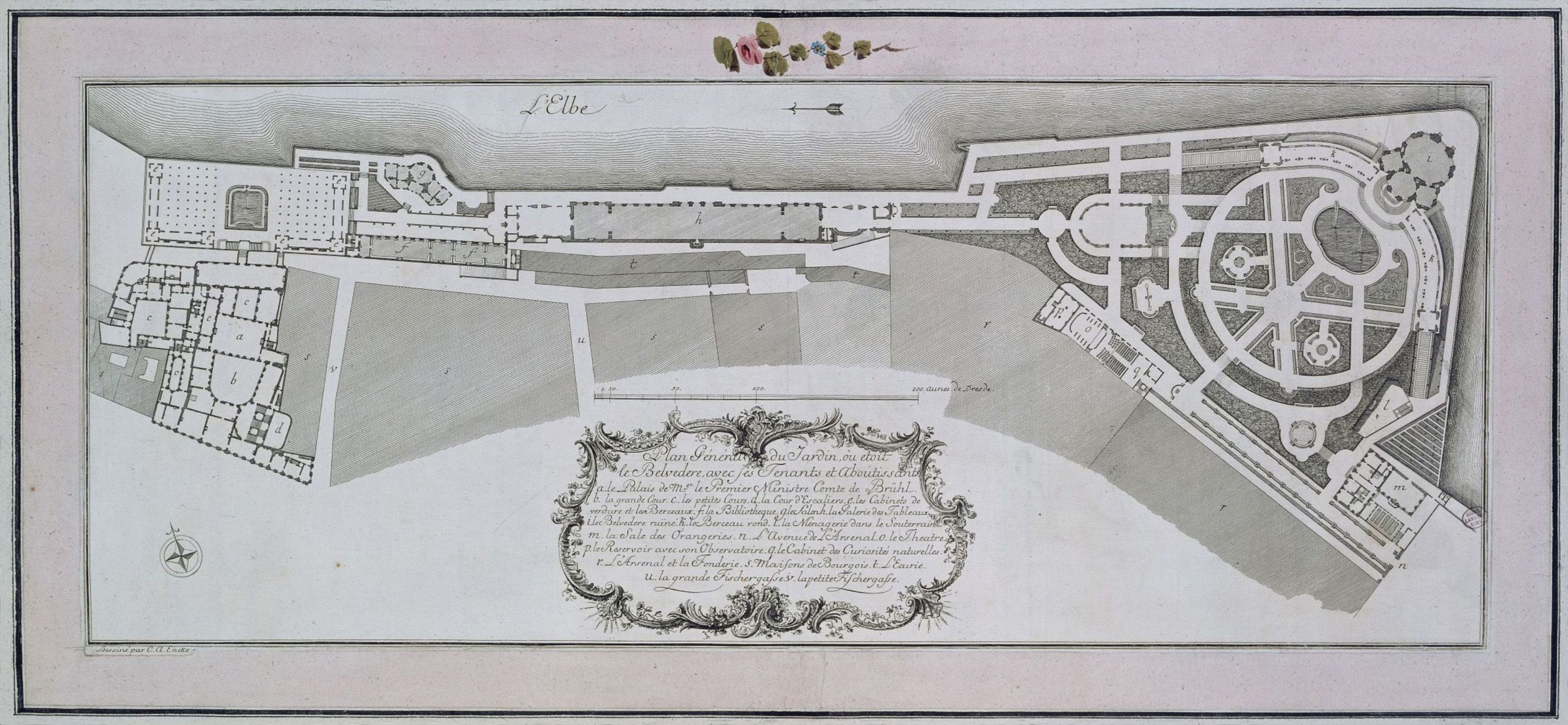
Lage der Galerie auf der Brühlschen Terrasse: Gebäude h)

Die Brühlsche Galerie war ein Gebäude auf der Brühlschen Terrasse in Dresden. Sie zählte zu den Brühlschen Herrlichkeiten.

## Gemäldegalerie
Die Galerie wurde 1746 von Johann Christoph Knöffel für die Gemäldesammlung des Grafen Heinrich von Brühl erbaut. Das Gebäude war eingeschossig und 87 Meter lang und hatte eine Breite von 11,4 Metern. An der Nordseite gab es 19 große Rundbogenfenster, die Licht in die drei Räume ließen. Die Südseite des Gebäudes war fensterlos. Brühl baute die Gemäldesammlung gemeinsam mit Carl Heinrich von Heineken auf. 1768 wurden die Gemälde an die russische Zarin Katharina die Große verkauft und gehören noch heute zum Bestand der Eremitage in Sankt Petersburg.

## Mengs'sche Gypse im Gemäldesaal

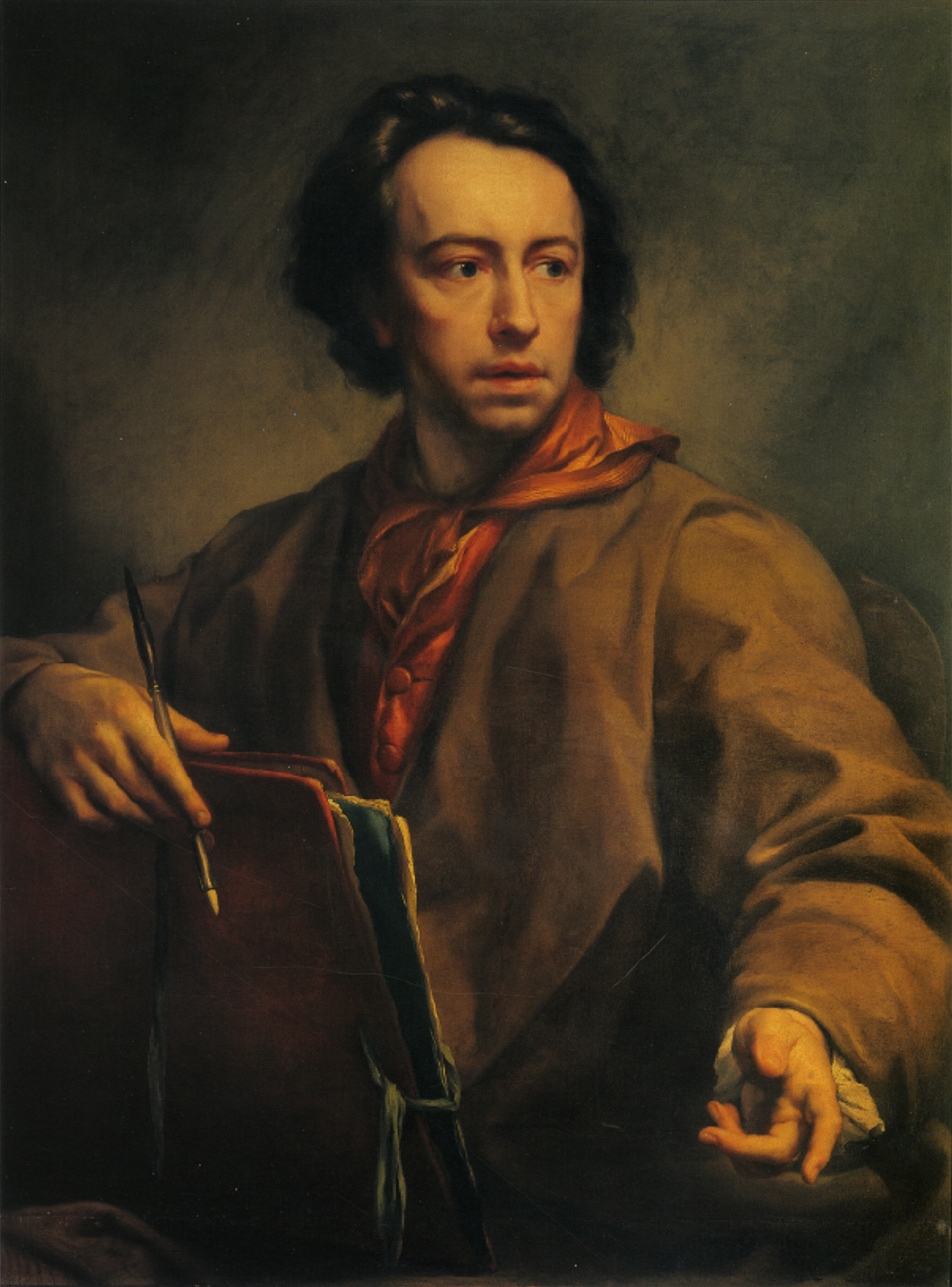
Anton Raphael Mengs, Selbstbildnis um 1775.

Von 1766 bis 1772 hielt sich der Wegbereiter des Klassizismus Anton Raphael Mengs erneut in Rom auf. In dieser Zeit fertigte er im Auftrag von Karl III. von Spanien und mit Genehmigung von Papst Clemens VIII. Gipsabgüsse von antiken Statuen auch aus den päpstlichen Museen an. Nach diesem Auftrag formte er weitere antike Skulpturen auch für sich selbst ab. Er nahm auch Gipsabgüsse von antikisierenden Skulpturen der Neuzeit ab, so von Werken der Bildhauer Giovanni da Bologna, Michelangelo und Pietro Bernini.
Der 1779 verstorbene Mengs soll noch den Wunsch ausgesprochen haben, dass diese Sammlung nach Dresden kommen möge. Im Jahre 1783 kaufte der sächsische Kurfürst Friedrich August III. Mengs Schwester, der Malerin Theresa Concordia Maron in Rom, die Skulpturensammlung ab, und der in Rom lebende Bildhauer Alexander Trippel, bekannt durch zwei Goethe-Büsten, verpackte sie.

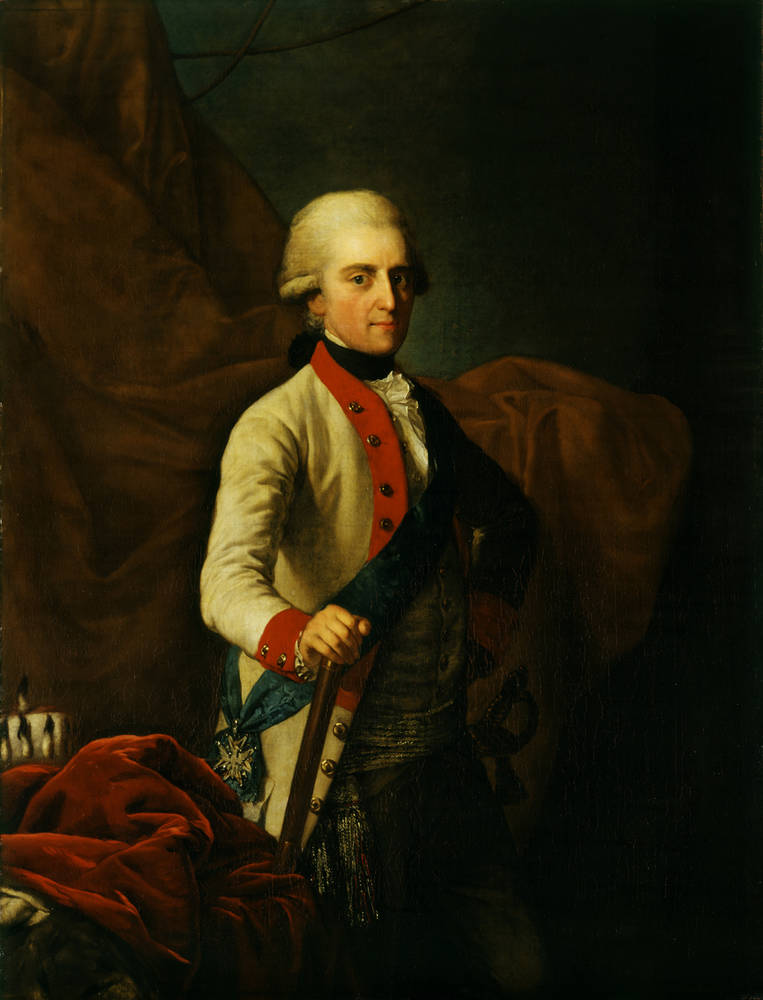
Friedrich August III. von Sachsen
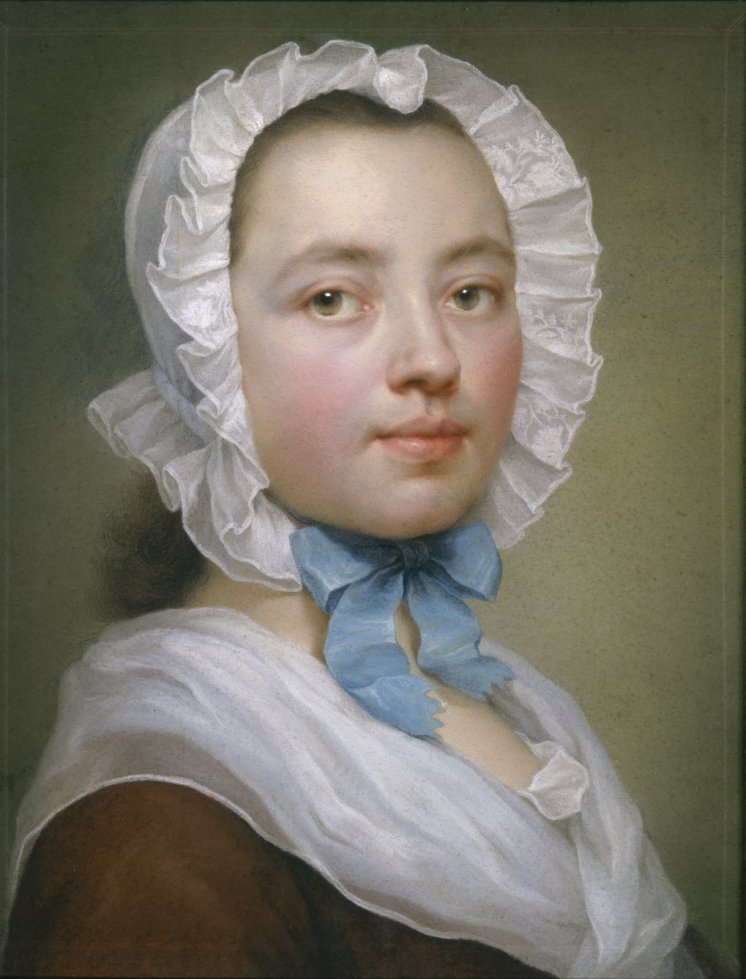
Theresa Concordia Maron
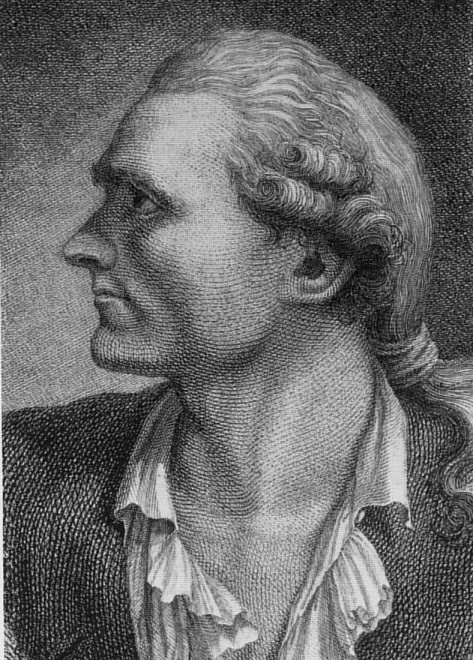
Alexander Trippel, 1775
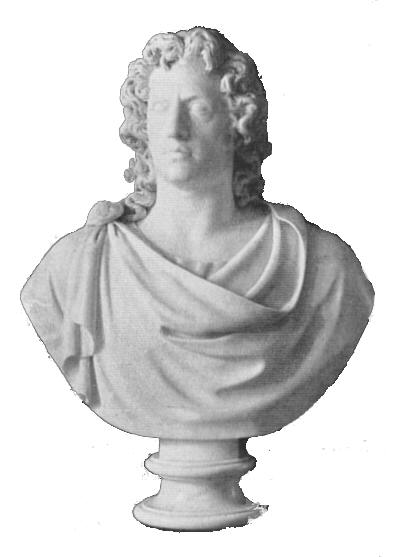
Goethe, Marmorbüste von Trippel

Im Frühjahr 1784 erreichten die Gipsabgüsse in 96 Kisten über den Wasserweg Dresden und wurden im damaligen Gemäldesaal des Brühlschen Gartens aufgestellt.

Leda und der Schwan 1784[7]
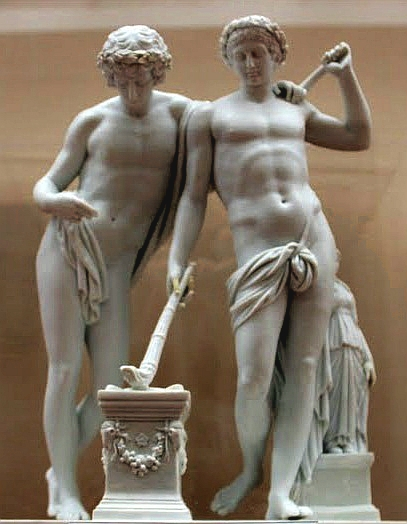
Castor und Pollux. 1788/1789

Die 833 Stücke umfassende Mengs'sche Sammlung wurde 1794 in den ehemaligen Stallhof (heute Johanneum) verlegt. Am 24. August 1794 wurde hierzu ein eigens dazu bereiteter Saal unter der Bildergalerie eröffnet.

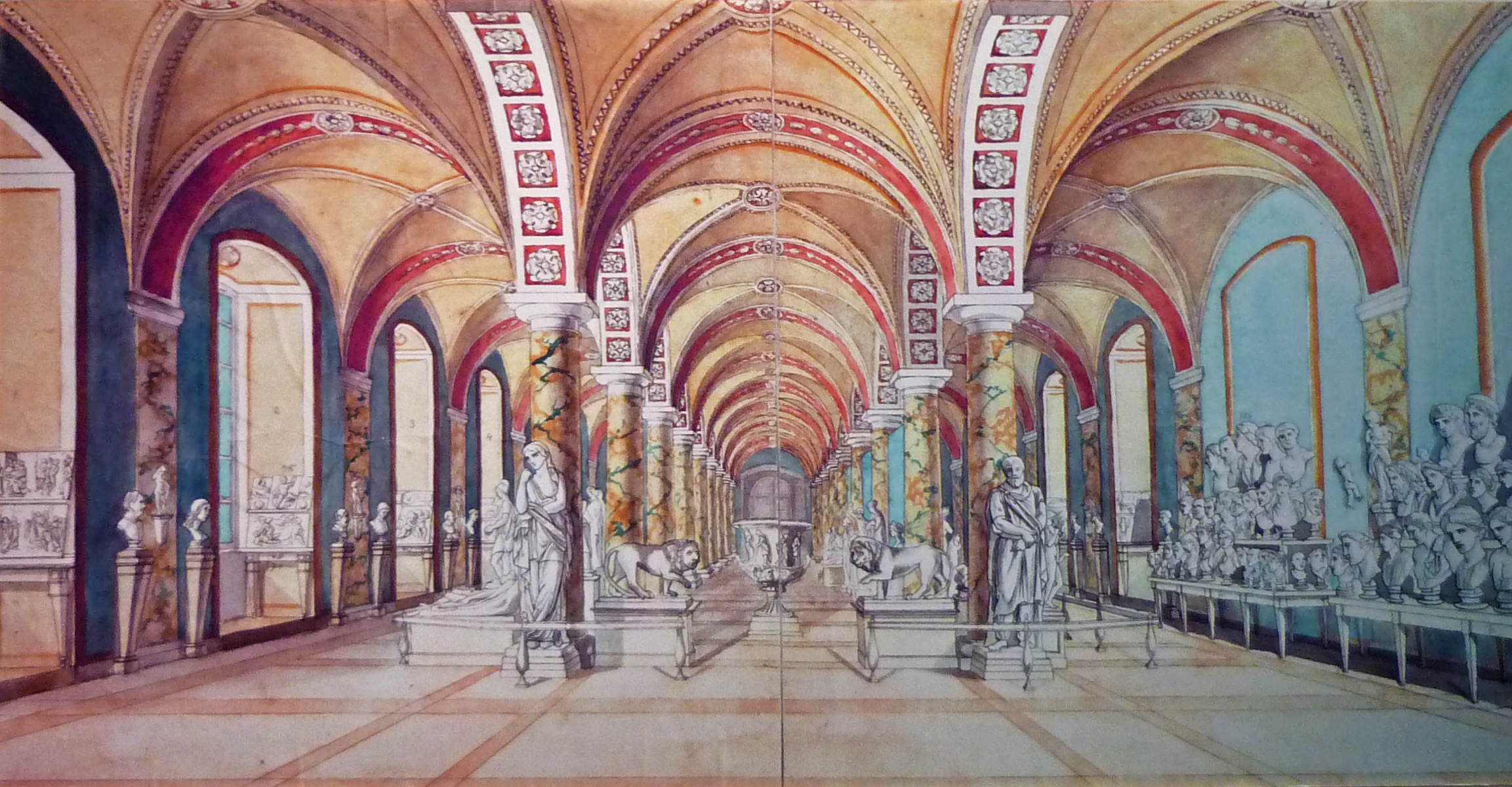
Ehem. Mengs´sche Abguss-Sammlung im Stallhof
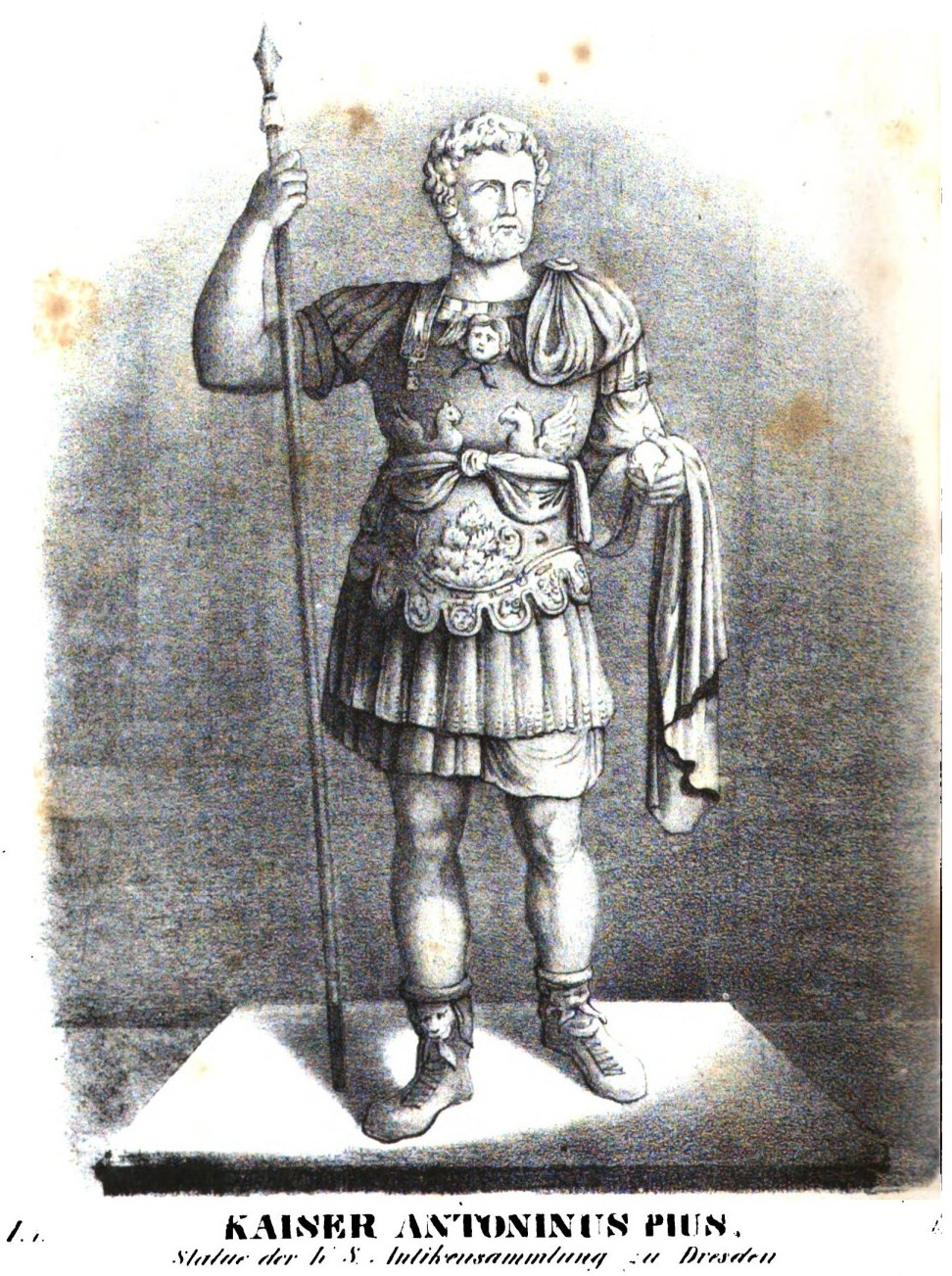
Kaiser Antoninus Pius

## Dresdner Kunstverein
Später wurde das Gebäude für Ausstellungen des Sächsischen Kunstvereins genutzt.
1887 wurde das Gebäude für den Neubau der Kunstakademie abgerissen.